# Matthieu Péché
Matthieu Péché (Épinal, 7 de octubre de 1987) es un deportista francés que compitió en piragüismo en la modalidad de eslalon.
Participó en dos Juegos Olímpicos de Verano, obteniendo una medalla de bronce en Río de Janeiro 2016, en la prueba de C2, y el cuarto lugar en Londres 2012, en la misma prueba.
Ganó siete medallas en el Campeonato Mundial de Piragüismo en Eslalon entre los años 2010 y 2017, y cuatro medallas en el Campeonato Europeo de Piragüismo en Eslalon entre los años 2013 y 2018.

## Palmarés internacional
| Juegos Olímpicos   | Juegos Olímpicos            | Juegos Olímpicos  | Juegos Olímpicos |
| Año                | Lugar                       | Medalla           | Competición      |
| ------------------ | --------------------------- | ----------------- | ---------------- |
| 2016               | Río de Janeiro (Brasil)     | Medalla de bronce | C2 individual    |
| Campeonato Mundial |                             |                   |                  |
| Año                | Lugar                       | Medalla           | Competición      |
| 2010               | Liubliana (Eslovenia)       | Medalla de oro    | C2 por equipos   |
| 2011               | Bratislava (Eslovaquia)     | Medalla de oro    | C2 por equipos   |
| 2014               | Deep Creek (Estados Unidos) | Medalla de oro    | C2 por equipos   |
| 2015               | Londres (Reino Unido)       | Medalla de oro    | C2 por equipos   |
| 2015               | Londres (Reino Unido)       | Medalla de bronce | C2 individual    |
| 2017               | Pau (Francia)               | Medalla de oro    | C2 individual    |
| 2017               | Pau (Francia)               | Medalla de oro    | C2 por equipos   |
| Campeonato Europeo |                             |                   |                  |
| Año                | Lugar                       | Medalla           | Competición      |
| 2013               | Cracovia (Polonia)          | Medalla de oro    | C2 por equipos   |
| 2014               | Viena (Austria)             | Medalla de plata  | C2 por equipos   |
| 2017               | Tacen (Eslovenia)           | Medalla de oro    | C2 por equipos   |
| 2018               | Praga (República Checa)     | Medalla de bronce | C2 por equipos   |